# یواس‌اس اکوهانوک (وای‌تی‌ام-۵۴۵)
یواس‌اس اکوهانوک (وای‌تی‌ام-۵۴۵) (به انگلیسی: USS Accohanoc (YTM-545)) یک کشتی بود که طول آن ۱۰۰ فوت (۳۰ متر) بود. این کشتی در سال ۱۹۴۵ ساخته شد.